# Fernand Renault
Fernand Renault né le 28 novembre 1864 dans le 1er arrondissement de Paris et mort le 22 mars 1909 dans le 8e arrondissement de Paris est un industriel français, qui fonda, avec ses frères Louis et Marcel, la société Renault Frères le 25 février 1899.

## Biographie
Fernand joue un rôle important dans le développement du réseau commercial de la société notamment en créant les premières filiales en Angleterre, Belgique, Italie, Allemagne, Espagne, mais aussi aux États-Unis.
En 1908, pour des raisons de santé, il cède ses parts de l'entreprise à son frère Louis, qui la rebaptise Société des Automobiles Louis Renault.
Après une longue maladie, il meurt en 1909.

## Famille

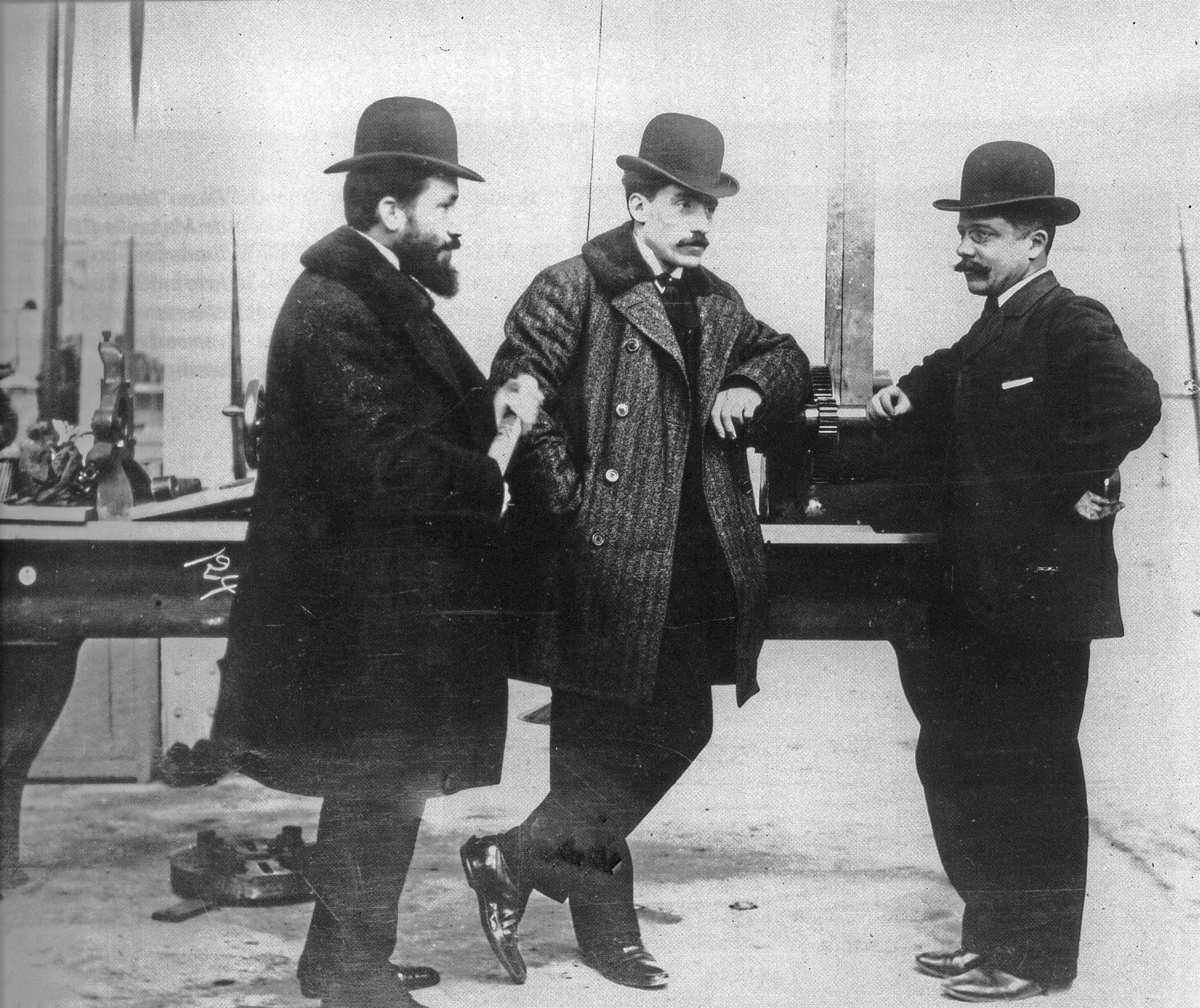
Les trois frères Renault : Marcel, Louis et Fernand.

Il  épouse le 1er juin 1891 Charlotte Marie Louise Dancognée, fille d'un avocat, et tante de Philippe Soupault.  Ils ont deux filles : 
- Fernande (1895-1992), épouse en 1918 Henri Lefèvre-Pontalis, dont postérité.
- Françoise (1908-1986), épouse en 1929 François Lehideux (1904-1998), administrateur de sociétés et ministre, d'où :
  - Patrick Lehideux (1930), époux de Michèle Arnaud[3] (1919-1998), artiste et productrice de télévision[4].
  - Gérald Lehideux
  - Marie-France Lehideux
  - Maitchou Lehideux, épouse du comte Jacques-Alain Le Chartier de Sédouy, dont postérité